# 放射性崩壊
放射性崩壊（ほうしゃせいほうかい、英: radioactive decay）または放射性壊変（ほうしゃせいかいへん）、あるいは放射壊変（ほうしゃかいへん）とは、構成の不安定性を持つ原子核が放射線（α線、β線、γ線）を出すことにより他の安定な原子核に変化する現象の事。放射性物質が放射線を出す原因はこの放射性崩壊である。

## 概要
原子核は＋電荷を持つ陽子と電荷を持たない中性子で構成されており、これら陽子と中性子を総称として核子と呼ぶ。原子核の核子と核子はごく近い距離では引力が働き核子同士を結びつけるが、陽子同士の間には電磁気力として長距離的な斥力が働いているため、陽子と中性子のバランスによっては原子核は不安定性を抱えてしまう。原子は、その原子核の不安定性を解消するため放射性崩壊（英: radioactive decay）という原子核の崩壊現象を起こして安定な構成の原子に変化する。なお、放射性崩壊に際しては放射線が放出される。
放射性の原子が安定した原子に変化するためにとる崩壊で最もよく見られるのはベータ崩壊である。
しかしながら、ベータ崩壊は原子核の核子の数を変化させないため、核子の数が多すぎるために原子核が不安定となっている場合はベータ崩壊だけでは安定にはなれず、2個の陽子と2個の中性子からなるヘリウム原子核 4He （アルファ粒子）を放出する崩壊であるアルファ崩壊で安定になろうとする。

## 種類

### アルファ崩壊（α 崩壊）
原子核がヘリウム原子核を放出する放射性崩壊を言う。放出されるヘリウム原子核をアルファ線（α 線）と呼ぶ。ヘリウム原子核は陽子2個と中性子2個からなるため、放出を行った原子は、もともとの陽子の数と中性子の数がそれぞれ2個減った原子に変化する。
核分裂反応の1つとして認識されることもある（例:226Ra→222Rn）。発生メカニズムは量子力学としてはトンネル効果として説明される。これは量子力学における基本的な問題の井戸型ポテンシャルの問題である。

### ベータ崩壊（β 崩壊）
原子核の核子（陽子または中性子）が他の核子に変化する放射性崩壊の総称を言う。主に、原子核の中性子が陽子に変化する崩壊（β-崩壊）を指す。この β- 崩壊においては電子が放出されるが、この放出される電子のことをベータ線（β 線）と呼ぶ。
ベータ崩壊の種類
ベータ崩壊の種類としては大別して、
1. 中性子が陽子に変化するもの、β-崩壊（陰電子崩壊）
この崩壊では原子核が自発的に電子 e- を放出し、1個の中性子 n が陽子 p+ に変換される。この過程は
  - {\displaystyle {\ce {{\mathit {n}}->{p^{+}}+{\mathit {e}}^{-}}}}

と表される。なお、理論的には電子と同時に反ニュートリノ粒子の放出があるが、検出が極めて困難であることから書き表さない。
典型的なβ-崩壊の例は放射性核種の 14C の崩壊であり、
  - {\displaystyle {\ce {^{14}C->{}^{14}{N}+{\mathit {e}}^{-}}}}

と表す。
2. 陽子が中性子に変化するもの、β+崩壊（陽電子崩壊）
この崩壊では原子核から＋電荷をもった電子（陽電子、e+）が放出され、次の反応が起こる
  - {\displaystyle {\ce {p^{+}->{\mathit {n}}+{\mathit {e}}^{+}}}}
3. 電子捕獲（EC、または K 電子捕獲）
この崩壊では原子核外の電子が原子核によって捕獲されて
  - {\displaystyle {\ce {{p^{+}}+{\mathit {e}}^{-}->{\mathit {n}}}}}

の反応が起こる。

がある。なお、ベータ崩壊の原因は弱い相互作用である。

### ガンマ崩壊（γ 崩壊）
励起状態の原子核の持つ余剰なエネルギーを電磁波として放出することで、原子核のエネルギー状態を安定化させる変化をガンマ崩壊と呼ぶことがある。放出される非常に波長の短い電磁波をガンマ線（γ線）と呼ぶ。電磁相互作用が原因である。
ガンマ崩壊はアルファ崩壊・ベータ崩壊とは異なり、陽子や中性子の数は変化しない。
核異性体転移

## 半減期
放射性物質の原子は一定の確率で放射性崩壊を起こして別の物質に変化する。N 個の放射性原子の半分が他の原子に変化するのにかかった時間 tH を半減期（英: half life）と呼ぶ。半減期はその放射性原子の核種ごとに異なる。
例えば、同じ化学的元素（陽子数が同じ）であっても質量数の異なる同位体（中性子数が異なる）ごとに半減期は異なる。さらに核種によっては極端に長い半減期を持つ原子、逆に極端に短い半減期をもつ原子もある。

### 原子核変換
半減期の短い核種は、どんどん崩壊していき放射能を失っていくが、短時間に多量の放射線を放つため直接的な被曝の危険度が高い。半減期の長い核種は、少しずつしか放射線を放たないので一時的に被曝する放射線量は小さいが、いつまでも放射線を放ちつづけるため長期的な問題を抱えることになる。放射性物質の使用目的や使用方法には依存せず、この問題は常に存在する。
特にかつては、半減期数万年の核種を何万年、何十万年も保管せねばならない事が原子力発電のネックであった。これは古典物理学と化学反応では放射性崩壊には関与できず、放射性物質の半減期を短くしたり、分解する事が一切不可能であるためであり、もし触媒などを用いて放射性崩壊を加速させられるならば、より短期間に放射線のエネルギーが取り出せると期待され、核分裂反応が発見される前の原子力はこの方向で開発が進められたが、このような試みは全て頓挫した。
しかし最近、長半減期物質を分離して、加速器駆動未臨界炉において中性子を照射することにより自然崩壊ではなく、核分裂させて短半減期核種に変換できる見通しが立てられた。これにより500年以下の保管で天然ウラン鉱石以下の放射線に低下させて廃棄/鉛やバリウムとして一般使用が可能になるとして開発がすすめられている。

## 放射能
放射性崩壊の速さ、すなわち放射性物質が単位時間あたりに崩壊する原子の個数（dN/dt）を放射能（英: radioactivity）と呼ぶ。
時間 t における崩壊定数 λ である放射性物質の原子の個数が
N = N0exp(-λt)
で表されることから、放射能を A(Bq) とすると
A = |dN/dt| = λN0exp(-λt)
と定義される。
放射能の単位はベクレル(Bq)またはキュリー(Ci)である。

## 崩壊熱
放射性物質は、核爆弾や原子力発電所の運転中の炉心におけるような多量のエネルギーを放出する連鎖反応を伴わない場合でも、放射性崩壊によって自身が勝手に核種などを変えてゆくため、その過程で放出される放射線のエネルギーが周囲の物質を加熱し、崩壊熱 （英: decay heat）となって現われる。時間当たりに放出される崩壊熱のエネルギーは不安定な物質であるほど大きく、その大きさは元の放射性物質がしだいに放射線を放って比較的安定である核種や安定核種へと変化するに従って減少する。例えば原子炉の炉心では発電のための核反応を停止しても、その1秒後で運転出力の約7%ほどの熱が新たに生じ、時間の0.2乗に比例して減少しながら1日後でも約0.6%の熱が放出される。

## 崩壊系列
ある放射性同位体が放射線を放出した後にできる核種を娘核種（むすめかくしゅ）という。しばしば娘核種もまた放射性物質であるので、安定した原子核になるまで何回も崩壊を起こして別の核種に変わっていく。この一連の崩壊の系列を崩壊系列という。
崩壊系列をなす放射性同位体であっても通常数回程度で放射能をもたない安定同位体になるのだが、とくにウランやプルトニウムなどの原子番号の大きな元素の場合は十数種類の放射性同位体を経由して安定同位体になる。これらの崩壊系列は質量数を4で割った余りで4種類に分類されるウラン系列などの特殊な崩壊系列に属する。

### 放射平衡
ある放射性同位体（親核種）が崩壊してできた物質（娘核種）も放射性である場合を考えると、これら親核種と娘核種のそれぞれの半減期は一定であるため、ある時間が経過した後は、親核種の崩壊で生じる放射線と娘核種の崩壊で生じる放射線の比率がほとんど変化せずに推移する状態になる。この状態を放射平衡という。放射平衡になった場合、放射線量そのものは時間とともに減衰してゆく。